# Bahnhof Utashinai
Der Bahnhof Utashinai (jap. 歌志内駅, Utashinai-eki) ist ein ehemaliger Bahnhof auf der japanischen Insel Hokkaidō. Er befand sich in der Unterpräfektur Sorachi auf dem Gebiet der Stadt Utashinai und war von 1891 bis 1988 in Betrieb.

## Beschreibung
Utashinai war die östliche Endstation der 14,5 km langen Utashinai-Linie, die in Sunagawa von der Hakodate-Hauptlinie abzweigte. Der Bahnhof lag im Ortsteil Honchochūō, einem früher bedeutenden Zentrum des Steinkohlenbergbaus. Er war von Nordwesten nach Südosten ausgerichtet und besaß ein Gleis für den Personenverkehr sowie zwei weitere für den Güterverkehr. Das Empfangsgebäude stand an der Nordseite der Anlage. An der Südseite befand sich eine Abstellanlage mit Drehscheibe. Die Bahnstrecke führte noch 1,45 km weiter südostwärts zum Sorachi-Kohlebergwerk, wo sie stumpf endete. Außerdem zweigte in Richtung Osten ein zwei Kilometer langes Anschlussgleis zum oberen Utashinai-Kohlebergwerk ab.

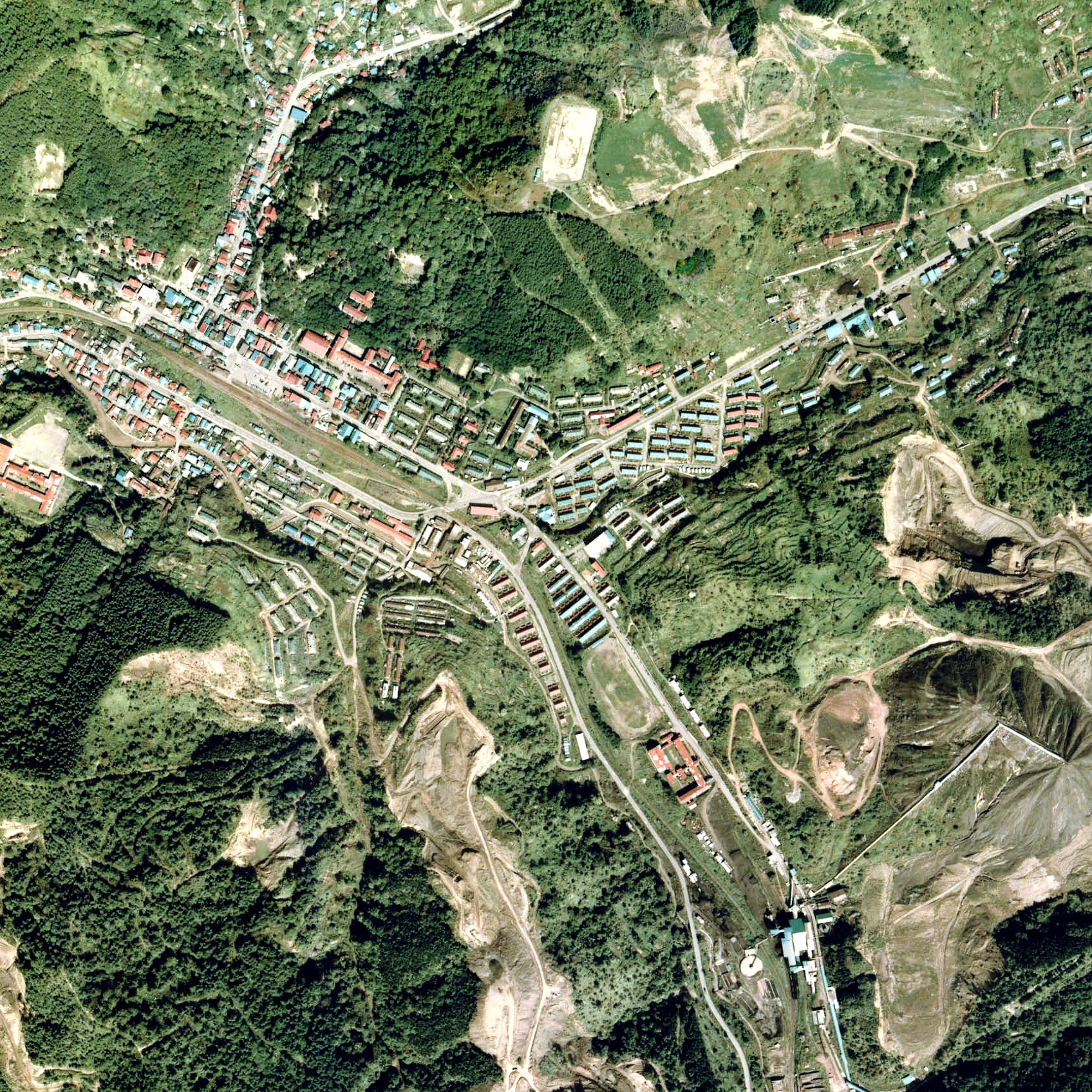
Luftansicht (1976)

## Geschichte
Die private Bergbau- und Bahngesellschaft Hokkaidō Tankō Tetsudō eröffnete den Bahnhof am 5. Juli 1891, zusammen mit der gesamten Utashinai-Linie nach Sunagawa. Am selben Tag ging auch die Zufahrt zum Sorachi-Kohlebergwerk Sorachi in Betrieb. Am 1. Oktober 1906 wurde die Hokkaidō Tankō Tetsudō verstaatlicht, woraufhin das Eisenbahnamt (das spätere Eisenbahnministerium) zuständig war. Ab 1914 war vom Bahnhof aus auch das obere Utashinai-Kohlebergwerk erreichbar, 1934 wurde das Empfangsgebäude durch einen Neubau ersetzt.
Der Sumitomo-Konzern beendete im Januar 1953 den Betrieb auf den beiden Anschlussgleisen ein, sodass die Kohle nur noch im Bahnhof selbst verladen wurde. Aus Kostengründen stellte die Japanische Staatsbahn am 1. Februar 1984 die Gepäckaufgabe ein. Im Rahmen der Staatsbahnprivatisierung ging der Bahnhof am 1. April 1987 in den Besitz von JR Hokkaido über, während JR Freight den verbliebenen Güterverkehr durchführte. Schließlich wurde die Utashinai-Linie am 25. April 1988 stillgelegt.